# Weißer Kreis (DDR)
Der Weiße Kreis war eine 1983 in Jena entstandene Protestgruppe Ausreisewilliger in der DDR. Der Name stammt von den weißen Bändern, die Ausreisewillige als Erkennungszeichen an die Antennen ihrer Autos knoteten.
Der Weiße Kreis galt der DDR-Führung als „feindlich-negative Gruppierung“ und wurde von der Staatssicherheit überwacht. Seine Mitglieder wurden teilweise verhaftet und in die Bundesrepublik abgeschoben.